# التكنولوجيا والتعليم سبل العيش
يعد تعليم التكنولوجيا وسبل العيش أحد المجالات المستخدمة في منهج التعليم الثانوي المستخدم في المدارس الثانوية الفلبينية كموضوع في المدرسة الثانوية، المجالات المكونة لها هي: الاقتصاد المنزلي، فنون الزراعة السمكية، الفنون الصناعية، وتكنولوجيا المعلومات والاتصالات
يشار إلى TLE أيضًا بمسمى CP-TLE للمسارات المهنية في التكنولوجيا وتعليم سبل العيش. يعَيَّنَ نظام التعليم الثانوي لسنة 2010 , 4 ساعات في الأسبوع لـ CP-TLE ، وهو ما يعادل 1.2 وحدة. ومع ذلك، فإن CP-TLE مطلوب لتحتضن خبرة العمل العملية في المجتمع، والتي قد تصل إلى ما بعد ساعات الدراسة المخصصة.

## منهاج دراسي
يركز TLE المسؤول على التعليم الفني والمهني على تطوير المهارات التقنية في أي مجال. تمت تغطية خمس كفاءات مشتركة، مبنياً على لوائح التدريب لهيئة تنمية المهارات والتعليم الفني (TESDA)، في المرحلة الاستكشافية (الصفان 7_8): التعداد والحساب، والصياغة الفنية، واستخدام الأدوات والمعدات، وصيانة الأدوات والمعدات، والصحة والبَرَاءَة المهنية. مرحلة التخصص من الصف 9 إلى 12 .
يركز TLE المسؤول على تعليم ريادة الأعمال على تعلم بعض مهارات الحصول على العيش كل 3 أشهر، بحيث يكون الطالب مجهزًا لمباشرة مشروع منزلي صغير مع أفراد اسرتة. وهي تغطي 3 مجالات: كفاءات ريادة الأعمال الشخصية، والسوق والبيئة، والعملية والتسليم. تم تَوْحِيد الكفاءات الخمس المشتركة من TESDA في فرع العملية والتسليم. §−

## توسيع
جُهْد منهج التعليم الثانوي لعام 2010 نطاق CP-TLE ليحمل برامج مناهج خاصة إضافية. مكوناً 6 برامج: برنامج خاص في الفنون (SPA)، برنامج مخصص بالرياضة (SPS)؛ برنامج العلوم والتكنولوجيا والهندسة والرياضيات (برنامج STEM، المعروف قبل باسم ESEP)، والبرنامج الخاص في الصحافة (SPJ)، والتعليم الفني والمهني وسبل العيش (TVE)، وايضاً البرنامج الخاص للغات الأجنبية الأخرى (SPFL).